# Kaare Fostervoll
Kaare Fostervoll (* 3. Dezember 1891 in Kristiansund, Fylke Møre og Romsdal; † 6. Juli 1981 in Oslo) war ein norwegischer Politiker der Arbeiderpartiet, der vier Jahre lang Mitglied des Storting sowie von 1945 bis 1948 Minister für Kirchen und Unterricht in der ersten und zweiten Regierung von Ministerpräsident Einar Gerhardsen war. Danach war er von 1948 bis 1962 Intendant der staatlichen Rundfunkgesellschaft NRK (Norsk rikskringkasting). Während dieser Zeit wurden 1954 die ersten TV-Versuchssendungen aufgenommen und der reguläre Sendebetrieb im Jahr 1960 begonnen. 

## Leben

### Studium, Jugendfunktionär und Lehrer
Fostervoll, Sohn des Schulleiters Kristen Fostervoll und dessen Ehefrau Anna Karoline Kvande, war nach dem Schulbesuch von 1910 bis 1911 als Büroangestellter in der Verwaltung von Nordmøre tätig und absolvierte daneben ein Lehramtsstudium, das er 1912 mit dem Lehrerexamen abschloss. Im Anschluss war er zunächst zwischen 1912 und 1919 Lehrer an einer Grund- und Volksschule tätig sowie danach von 1920 bis 1927 als Lehrer an einer Höheren Schule. Daneben absolvierte er ein Studium der Philologie, welches er nach einem Studienaufenthalt in Frankreich und England 1925 als Candidatus philologiæ (Cand. philol.) beendete. In dieser Zeit war er 1923 auch Vorsitzender des Studentenverbandes DNS (Det norske Studentersamfund). Daneben war er zwischen 1923 und 1925 erst Sekretär und im Anschluss von 1925 bis 1927 Vize-Vorsitzender des Sozialdemokratischen Jugendverbandes NSU (Norges sosialdemokratiske ungdomsforbund).
Danach war Fostervoll zwischen 1927 und 1938 Rektor des Firda-Gymnasiums sowie anschließend von 1938 bis 1948 Rektor der Öffentlichen Höheren Allgemeinen Schule von Ålesund. Während dieser Zeit unternahm er 1929 Studienreisen nach Deutschland und Österreich. Neben seiner Schulleitertätigkeit engagierte sich Fostervoll, der zwischen 1934 und 1938 Vorsitzender der Arbeiderpartiet von Gloppen war, 1937 als Vorsitzender des Beirates der Abendschule für Technik in Gloppen sowie 1939 als Vorsteher der Berufsschule von Ålesund.

### Minister, Storting-Mitglied und Intendant des NRK
Nach Bildung der Allparteienregierung (Samlingsregjeringen) durch Ministerpräsident Einar Gerhardsen von der Arbeiderpartiet am 25. Juli 1945 wurde er als Minister für Kirchen und Unterricht (Kirke- og Undervisningsminister) in dessen erste Regierung berufen und bekleidete dieses Ministeramt auch in der zweiten Regierung Gerhardsen, ehe er am 28. Juni 1948 durch seinen Parteifreund Lars Moen abgelöst wurde.
Bei der Wahl vom 8. Oktober 1945 wurde er als Kandidat der Arbeiderpartiet auch zum Mitglied des Storting gewählt und vertrat in diesem bis zum Ende dieser Legislaturperiode am 10. Januar 1950 die Minderstädte Kristiansund, Molde und Ålesund im Fylke Møre og Romsdal. Nach seinem Ausscheiden aus der Regierung fungierte er vom 1. Juli 1948 bis zum 10. Januar 1950 als Vorsitzender des Storting-Ausschusses für Kirchen und Schulen.
Darüber hinaus wurde er nach Beendigung seiner Ministertätigkeit 1948 als Nachfolger von Knut Tvedt Intendant der staatlichen Rundfunkgesellschaft NRK (Norsk rikskringkasting) und übte dieses Amt bis zu seiner Ablösung durch Hans Jacob Ustvedt 1962 aus. Mit einer 14-jährigen Amtszeit war er damit der Intendant des NRK mit der bislang längsten Amtszeit. Während dieser Zeit wurden 1954 die ersten TV-Versuchssendungen aufgenommen und der reguläre Sendebetrieb im Jahr 1960 begonnen.

## Veröffentlichungen
- Studieplan i samfundsøkonomi, Oslo 1934
- Arbeiderskandinavismen i grunnleggingstida, Oslo 1935
- Mot rikare mål. Den norske folkehøgskule 1864-1964, Oslo 1964
- Stortingets historie 1814-1964, Mitautor, Oslo 1964
- Norge 1914-64, Mitautor Oslo 1964